# Figeac Aero
Figeac Aero è un'azienda specializzata nella subfornitura di attrezzature aeronautiche. Entro il 2023, sarà il principale subappaltatore europeo del settore. L'azienda produce pezzi di grandi dimensioni, parti di motore, pezzi di precisione e sottogruppi. Quotata in borsa dal 2013, l'azienda raggiungerà un fatturato di 226 milioni di euro nel 2022.
Jean-Claude Maillard ha fondato l'azienda nel 1989.